# Cinnamomum malabatrum
Cinnamomum malabatrum är en lagerväxtart som först beskrevs av Nicolaas Laurens Nicolaus Laurent Burman, och fick sitt nu gällande namn av Presl. Cinnamomum malabatrum ingår i släktet Cinnamomum och familjen lagerväxter. Inga underarter finns listade i Catalogue of Life.